# Sigismund von Herberstein
Siegmund Freiherr von Herberstein (Vipacco, 1486 – Vienna, 1566) è stato un diplomatico e scrittore austriaco.
Fu ambasciatore di Massimiliano I e poi di Carlo V in Danimarca, in Polonia, in Russia, nei Paesi Bassi, in Boemia e in Germania. Pubblicò nel 1549 una relazione (Rerum Moscoviticarum commentarii) e le carte della Russia che appaiono in questa opera sono fra le più antiche di questo paese.

## Opere principali
- (LA)  Rerum Moscoviticarum commentarii ... Russiae brevissima descriptio, & de religione eorum varia inserta sunt, in aedibus Joannis Steelsii, 1557.
- Comentari della Moscovia Et parimente della Russia, et delle altre cose belle e notabili..., In Venetia per Gioan Battista Pedrezzano, 1550.